# Chantelle Handy
Chantelle Handy (16 de junho de 1987) é uma basquetebolista profissional britânica.

## Carreira
Chantelle Handy integrou a Seleção Britânica de Basquetebol Feminino, em Londres 2012, que terminou na décima-primeira colocação.